# Josep Maria Barenys i Gambús

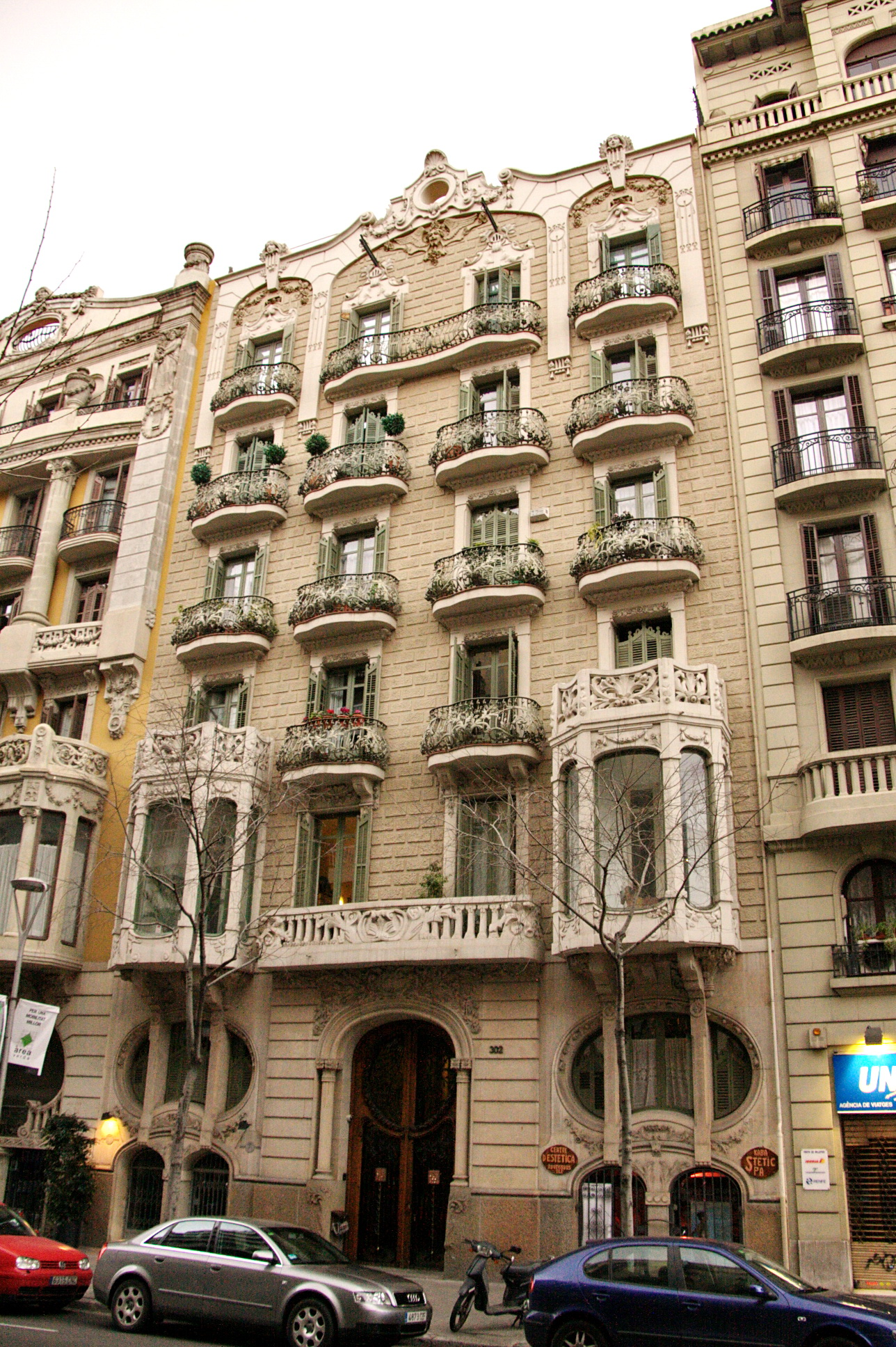
Casa Vallet i Xiró

Josep Maria Barenys i Gambús (Barcelona, 1875- 1953) fou un arquitecte català. Va treballar per diversos espais de Catalunya, mentre era l'arquitecte municipal del Vendrell.
Entre les seves obres destaquen la Casa Pons, la Casa Rusca, ambdues de Barcelona, i la Casa Vallet i Xiró del carrer Mallorca.